# Henry Ellis (bibliothécaire)
Pour les articles homonymes, voir Henry Ellis.
Henry Ellis (29 novembre 1777 - 15 janvier 1869) est un bibliothécaire et antiquaire anglais, pendant une longue période bibliothécaire principal au British Museum.

## Jeunesse
Né à Londres, Henry Ellis fait ses études à la Mercers' School et à la Merchant Taylors' School, où son frère, le Rev. John Joseph Ellis, est assistant-maître pendant quarante ans. Ayant remporté l'une des bourses des Merchant Taylors au St John's College d'Oxford, il s'inscrit en 1796 .

## Bibliothécaire
En 1798, par l'intermédiaire de son ami John Price, Ellis est nommé l'un des deux assistants de la Bibliothèque Bodléienne, l'autre étant son futur collègue au British Museum Henry Baber. Il obtient le diplôme de BCL en 1802. Il est Fellow de St John's jusqu'en 1805. En 1800, il est nommé assistant temporaire à la bibliothèque du British Museum et, en 1805, il devient conservateur assistant des livres imprimés sous William Beloe. Le vol d'estampes qui coûte à Beloe sa place, l'année suivante permet à Ellis d'accéder à la tête du département et Baber devient son assistant .
La promotion d'Ellis coïncide avec une période d'activité accrue au musée. Le catalogue imprimé de la bibliothèque est alors composé de deux volumes in-folio, bourrés d'inexactitudes, mais pourvus d'un supplément manuscrit, et dans une large mesure révisés et corrigés en manuscrit par le prédécesseur de Beloe, Samuel Harper. Ellis et Baber commencent leur travail de reconstruction en mars 1807 et l'achèvent en décembre 1819. Ellis a entre-temps été muté au département des manuscrits (1812), accepté (1814) la charge alors presque sinécure de secrétaire du musée, et la même année devient secrétaire de la Society of Antiquaries of London. Durant les quarante années pendant lesquelles il occupe le poste, il ne manque que deux rencontres . Il est élu membre de la Royal Society en mai 1811.
En 1827, Joseph Planta, le principal bibliothécaire, meurt et Ellis, qui a assumé pendant neuf ans une grande partie de ses fonctions, s'attend à lui succéder. Lorsque deux noms pour le poste vacant sont soumis à la Couronne, Henry Fynes Clinton, un protégé de l'archevêque Charles Manners-Sutton, est placé devant Ellis. Ellis intrigue avec succès pour le poste, dit-on en poursuivant la voiture du médecin royal, William Knighton, et en s'assurant de ses bons offices auprès du roi. Il est nommé le 20 décembre 1827. En 1832, il est fait chevalier de Hanovre  un honneur qu'il partage avec John Herschel, Frederic Madden, et d'autres ; et il est anobli en 1833.

## Réforme du musée
Le musée est au plus bas dans les années 1830. William Cobbett fait campagne contre la réforme et Benjamin Hawes utilise une plainte d'un ancien employé comme prétexte pour mettre en place une enquête parlementaire .
Ellis dit à la commission parlementaire de 1835 que si le musée n'était pas fermé pendant trois semaines à l'automne, "l'endroit deviendrait positivement malsain", et qu'il ne ferait jamais bon de l'ouvrir le samedi, quand "la partie la plus malfaisante de la population est à l'étranger ». Les conclusions du comité suffisent à forcer les syndics à changer leurs pratiques de gestion. Ils attribuent la plus lourde des tâches du bibliothécaire principal au secrétaire, qui devient l'officier le plus important du musée.
Josiah Forshall occupe le poste de secrétaire en 1837 et prend le pouvoir, avec Madden et Antonio Panizzi sous lui. Ellis, bien qu'apparemment inconscient de tout changement dans sa position, est pratiquement remplacé en tant qu'officier en chef; et lorsque le comité de 1848-1849 réunit les postes du secrétaire et du bibliothécaire principal, Panizzi devient le véritable dirigeant du musée.

## Fin de carrière
Ellis partage le poste de secrétaire à la Society of Antiquaries à partir de 1848 avec John Yonge Akerman, qui prend la relève en 1853. Il est directeur de la Société de 1853 à 1857.
Une excellente santé et l'absence de tout mécanisme de retraite obligatoire maintiennent Ellis à son poste jusqu'en février 1856, date à laquelle il démissionne, avec une pension, et vit treize ans plus près du musée. Il meurt dans sa maison de Bedford Square le 15 janvier 1869 .

## Travaux

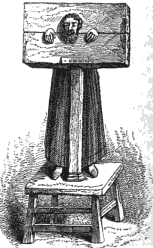
Un pilori, illustration des observations d'Ellis sur les antiquités populaires (1842).

En 1798, Ellis publie à l'âge de vingt et un ans son History of St. Leonard's, Shoreditch, and Liberty of Norton Folgate. En tant qu'antiquaire, ses contributions à Archaeologia sont nombreuses. En 1813, il édite Popular Antiquities de John Brand, un ouvrage remontant à Henry Bourne. 

### Catalogues et collections
Son catalogue des manuscrits de la Société des antiquaires est publié en 1816. Cette année-là également, il publie pour le compte de la Record Commission les index et les textes supplémentaires du Domesday Book : son introduction générale au Domesday, écrite en 1813, parait également sous forme séparée (en deux volumes) en 1833. Avec John Caley et d'autres, il publie une nouvelle édition du Monasticon de William Dugdale entre 1817 et 1833. Il utilise sa position de chef du département des manuscrits pour publier des lettres originales illustratives de l'histoire anglaise, principalement tirées d'originaux du musée :  trois séries de cette collection paraissent, en 1824, 1827 et 1846 respectivement, la première en trois volumes, les autres chacun en quatre. Il rédige également, en tant que secrétaire, des guides pour les départements du British Museum.
Ellis complète des parties du catalogue du British Museum, de A à F et de P à R inclus, Baber faisant tout le reste. Il est assisté de Thomas Dampier ; mais sa part du catalogue est critiquée par son successeur Panizzi .

### Numismatique
Ellis est un membre fondateur de la Royal Numismatic Society, qui est créée le 22 décembre 1836. Lorsque la société tient sa première réunion le 26 janvier 1837, Ellis est le premier à présenter une « communication » - sur les farthings de la reine Anne . Ellis publie plusieurs articles dans la Numismatic Chronicle, notamment sur les stycas de Northumbrie, et sur la monnaie épiscopale d'York .